# Зазимье (марафон)
Марафо́н «Зази́мье» (укр. Марафон «Зазим'я») — соревнование по бегу, в котором принимают участие профессиональные спортсмены и любители этой легкоатлетической дисциплины. Спортивное мероприятие проходит на территории Броварского района Киевской области, старт и финиш — в селе Зазимье.
Первый марафон «Зазимье» состоялся 6 сентября 2009 года и его трасса проходила преимущественно по пересечённой лесной местности. Соревнования проводились на дистанции 500 м, 1,5 км, 10 км и на классической марафонской дистанции — 42 км 195 м. Всего в соревнованиях приняло участие около 400 украинских и зарубежных спортсменов; были представители России, США, Чехии, Словакии, Великобритании, Китая, Польши и других стран. Марафон внесён в календарь Международной ассоциации легкоатлетических федераций IAAF.
Во второй раз марафон состоялся 23 мая 2010 года, ему был присвоен статус «Кубка Украины по марафонскому бегу». Трасса полностью проходила по шоссе. Марафон преодолело 44 спортсмена, в том числе 2 женщины. Ещё 108 спортсменов, из них — 31 женщина, пробежали 10-километровую дистанцию.
В 2012 году марафон состоится 19 мая.
Победители на дистанции 42 км 195 м
| Дата       | Мужчины                     | Результат | Женщины                 | Результат |
| ---------- | --------------------------- | --------- | ----------------------- | --------- |
| 06.09.2009 | Польша Барткевич Кшиштоф    | 2:32:56   | Украина Оленева Елена   | 3:19:21   |
| 23.05.2010 | Украина Жулинский Александр | 2:27:59   | Украина Оленева Елена   | 3:27:38   |
| 21.05.2011 | Украина Пожевилов Дмитрий   | 2:27:45   | Украина Сумцова Наталия | 3:07:01   |